# 中国历史地理信息系统
中国历史地理信息系统（英語：China Historical Geographic Information System，CHGIS） 是由哈佛大学、复旦大学和格里菲斯大学联合發起的一項历史地理信息系統，於2001年啟動，2016年发布第六版数据后该项目宣告完成。該系統收錄公元前222年至公元1911年间中國各地的人口和行政區劃相關數據。中国历史地理信息系统的中方负责人是复旦大学的葛剑雄教授，美方负责人是哈佛大学的包弼德教授。